# Moranbong (khu vực)
Moranbong (모란봉구역; 牡丹峰區域, Mẫu Đơn Phong khu vực) là một trong 19 đơn vị hành chính thuộc thủ đô Bình Nhưỡng của Cộng hòa Dân chủ Nhân dân Triều Tiên. Khu vực nằm ở phía bắc của Trung khu vực, và giáp với các khu vực Sosong và Taesong ở phía bắc, phía đông là sông Đại Đồng, và phía tây là sông Potong cùng Potonggang. Khu vực được đặt tên theo đồi Moran (Mẫu Đơn phong) nằm ở phía tây. Moranbong trở thành một "guyŏk" vào tháng 10 năm 1960 theo quyết định của Ủy ban Nhân dân Thành phố Bình Nhưỡng.

## Tổng quan
Một phần lớn diện tích của khu vực là Công viên Moranbong, khu giải trí lớn nhất tại thành phố. Công viên gồm có nhiều nhiều di tích lịch sử quan trọng, bao gồm cả vết tích của các bức tường Thành Bình Nhưỡng và các công trình trang trí khác nhau . Trên địa bàn khu vực có sân vận động Kim Nhật Thành, được xây dựng từ thời kỳ Nhật Bản đô hộ và là nơi chủ tịch Kim Nhật Thành có bài phát biểu đầu tiên sau khi giải phóng Bình Nhưỡng. Khải Hoàn Môn Bình Nhưỡng, vòm lớn nhất thế giới, cũng nằm trên địa phận khu vực.

## Giao thông
Hệ thống tàu điện ngầm Bình Nhưỡng chạy qua địa bàn khu vực và dừng tại các ga Tongil, Kaeson, Chonu, và Chonsung.
Moranbong được kết nối tới đảo Rungra và khu vực Taedonggang (bên bờ tả sông Đại Đồng) qua cầu Rungra.

## Dân cư
Năm 2008, dân cư khu vực Moranbong là 143.404 người, gồm 68.129 nam và 75.275 nữ.